# ایر زیلهت
ایر زیلهت (به انگلیسی: Air Sylhet) یک شرکت هواپیمایی با کد یاتا SL است که در ۲۰۰۷ میلادی تأسیس شده و در ۲۰۰۹ فعالیتش را آغاز کرده‌است. دفتر مرکزی ایر زیلهت در لندن، بریتانیا، و وین، اتریش واقع شده‌است.